# Boston Minutemen
I Boston Minutemen furono una franchigia calcistica statunitense con sede a Boston, Massachusetts. 

## Storia
Fondati nel 1974, i Minutemen ottennero come miglior risultato della squadra fu la semifinale raggiunta nel 1974 e persa contro gli Aztecs, che poi avrebbero vinto quell'edizione del Soccer Bowl.
Il nome Minutemen (letteralmente uomini piccoli, in relazione alla statura) fu usato come tributo al periodo della Rivoluzione americana: il corpo noto come Minutemen, infatti, era composto da soldati giovani (max. 25 anni), abili, svelti e forti fisicamente, tra i primi a ingaggiare battaglia; furono tra i protagonisti della Guerra d’indipendenza, che ebbe proprio nel Massachusetts uno dei suoi principali teatri (curiosamente, lo scioglimento della squadra coincise con il bicentenario della Dichiarazione d’indipendenza).
Tra i vari terreni di gioco utilizzati, la squadra giocò anche nel Foxboro Stadium, noto per aver ospitato anche incontri del campionato del mondo 1994.
Dopo un triennio in cui l'affluenza media complessiva fu di poco più di 5.500 persone a gara (e in cui la massima non superò mai le 10.000 presenze) la franchise non ritenne più economico tenere in piedi la squadra e alla fine della stagione 1976 (peraltro conclusa senza raggiungere i playoff) il club chiuse i battenti anche a causa delle accuse fatte al proprietario John Sterge, accusato dalla Securities and Exchange Commission di irregolarità finanziarie.

## Giocatori
- Giocatori scelti tra i NASL All-Stars:
- Ade Coker (1974)
- Paddy Greenwood (1974)